# Steinkirchen (Bawaria)
Steinkirchen – miejscowość i gmina w Niemczech, w kraju związkowym Bawaria, w rejencji Górna Bawaria, w regionie Monachium, w powiecie Erding, siedziba wspólnoty administracyjnej Steinkirchen. Leży około 15 km na północny wschód od Erdinga.

## Dzielnice
W skład gminy wchodzą dwie dzielnice: 
- Hofstarring
- Steinkirchen

## Demografia
| Rok  | Liczba mieszk. |
| ---- | -------------- |
| 1970 | 1 069          |
| 1987 | 1 073          |
| 2000 | 1 180          |
| 2007 | 1 156          |

Dane o ludności z 31 grudnia 2008:
| Opis                                | Ogółem | Ogółem | Kobiety | Kobiety | Mężczyźni | Mężczyźni |
| ----------------------------------- | ------ | ------ | ------- | ------- | --------- | --------- |
| Jednostka                           | osób   | %      | osób    | %       | osób      | %         |
| Populacja                           | 1140   | 100    | 575     | 50,44   | 565       | 49,56     |
| Wiek przedprodukcyjny (0–17 lat)    | 245    | 21,49  | 135     | 11,84   | 110       | 9,65      |
| Wiek produkcyjny (18–65 lat)        | 719    | 63,07  | 341     | 29,91   | 378       | 33,16     |
| Wiek poprodukcyjny (powyżej 65 lat) | 176    | 15,44  | 99      | 8,68    | 77        | 6,75      |

## Polityka
Wójtem gminy jest Ursula Eibl, poprzednio urząd ten obejmował Hans Fertl, rada gminy składa się z 12 osób.
|      | ÜWG | FWG | Razem |
| 2008 | 9   | 3   | 12    |
| 2002 | 9   | 3   | 12    |